# Circonscription de Gimbo
La circonscription de Gimbo est une des 121 circonscriptions législatives de l'État fédéré des nations, nationalités et peuples du Sud, elle se situe dans la Zone Keffa. Son représentant actuel est Asheber Weldegiyorgis Gayu.